# Clondalkin
Clondalkin (en gaèlic irlandès: Cluain Dolcáin, que vol dir 'prats de Dolcan') és un barri a 10 quilòmetres a l'oest de Dublín, al comtat de Dublín sud, a la província de Leinster.

## Història
Tribus neolítiques es van assentar a la zona fa uns 7.600 anys, aprofitant la favorable ubicació del lloc al marge del riu Camac, amb vista al riu Liffey i un pas interior entre les muntanyes i el riu. L'evidència de la presència de la tribu Cualann es pot trobar en diversos monticles i raths.

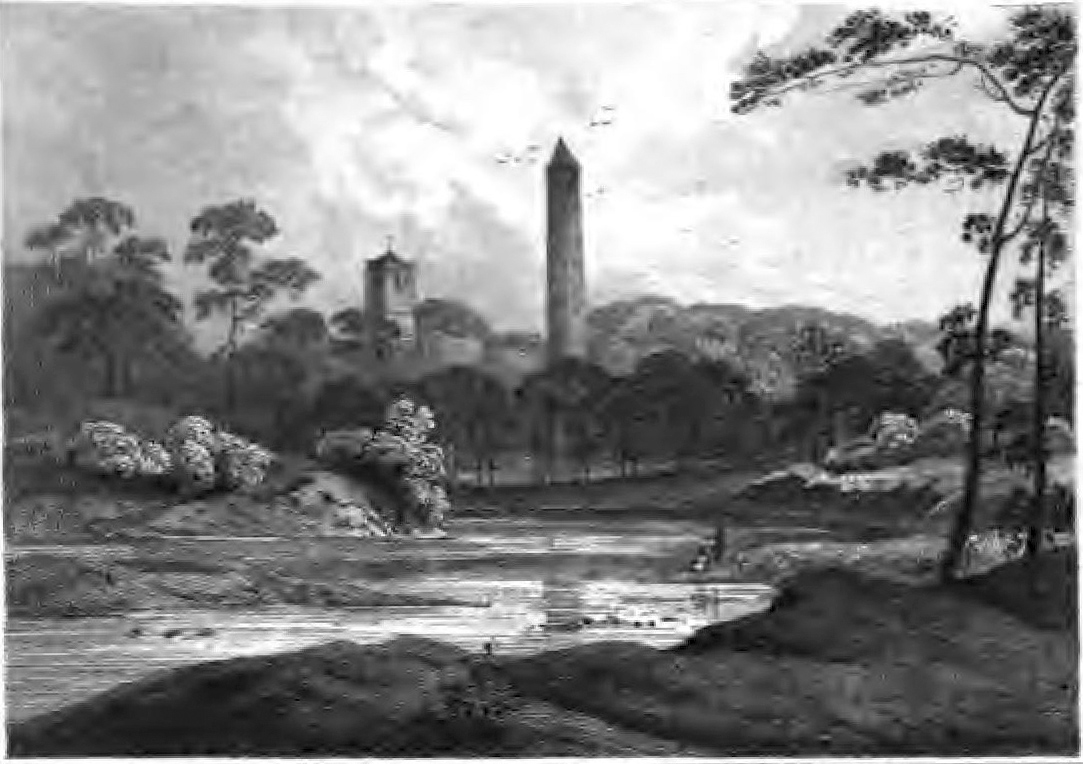
Vista del 1820

Es creu que el poble va ser fundat per sant Cronan com a lloc monàstic fa 1.400 anys. És també la llar de la ben preservada torre irlandesa del segle viii que actua com a punt focal de la zona. Reconeguda com una de les més antigues i millor preservades del país, té 25.6 metres d'alt, conserva la teulada cònica originària i es va construir al voltant d'un segle després com a part del monestir. Cap al segle viii, sant Fugillus fou bisbe de Clondalkin i s'hi van redactar nombrosos evangelis, alguns dels quals es conserven a Karlsruhe.
Clondalkin fou saquejada pels vikings de Dinamarca el 832 i el monestir fou cremat fins als fonaments. Un dels primers nobles vikings de Dublín, Amlaíb Conung, hi va construir una fortalesa a mitjans del segle ix. Cap al 867, una força liderada per Cennétig mac Gaíthéne, rei de Loígis, cremà la fortalesa de Clondalkin i matà 100 seguidors d'Amlaíb. Però el districte es va mantenir sota el control dels vikings fins que aquests foren derrotats per Brian Boru en la batalla de Clontarf, el 1014.
A Clondalkin se situa el Moyle Park College, col·legi pertanyent als germans maristes, fundat el 1957, que acull cada estiu multitud d'estudiants internacionals que acudeixen per millorar el seu anglès, la qual cosa ho fa bastant conegut, com altres llocs d'Irlanda.
Clondalkin fou testimoni durant la invasió normanda de 1171 d'una batalla entre Richard de Clare (Strongbow) i l'últim gran rei d'Irlanda Ruairi O Conchúir.
Segles més tard, també fou testimoni de les lluites durant la rebel·lió irlandesa de 1641, quan els gaèlics irlandesos de l'Úlster i els vells anglesos de la Palissada a Leinster es rebel·laren contra els governants britànics.

## Llengua irlandesa
Clondalkin podria esdevenir la pròxima i nova regió Gaeltacht gràcies a la proposta del govern de redefinir què constitueix una Gaeltacht, "basat en criteris lingüístics en comptes d'àrees geogràfiques". Es calcula que hi ha 1.300 parlants d'irlandès que assisteixen a les dues Gaelscoileanna (escola primària en irlandès) i Gaelcholáiste (escola secundària en irlandès).
Áras Chrónáin és una associació local que promou la cultura i el gaèlic irlandès. Fou fundada el 1972 com a Muintir Chrónáin i els seus membres van passar a establir una base en una antiga casa a Orchard Road, al maig de 1989, a prop del centre del llogaret de Clondalkin. Muintir Chrónáin ha estat guardonada amb el Glór na nGael el 1978 i 1988, i hostatjà el prestigiós Oireachtas na Gaeilge el 1991.

## Personatges il·lustres
- Katharine Tynan, escriptora.
- Kenny Egan, boxador.
- Stephen Quinn, futbolista